# دانسئوکسان
دانسئوکسان (به لاتین: Danseoksan) یک کوه در کره جنوبی است که در Gyeongsangbuk-do, South Korea واقع شده‌است. دانسئوکسان ۸۲۷ متر بالاتر از سطح دریا واقع شده‌است.